# Ішед
Ішед — священне дерево життя (сикомор) в релігійних уявленнях стародавніх єгиптян. На його листочках Тот і Сешет записують роки правління фараона, і таким чином захищають час його владарювання. Тема священного дерева Ішед була особливо популярною в часи Рамессидів.
Великий кіт Іуну захищає дерево від змія Апопа. Є легенда, яка розповідає про Ра, який одного дня зранку після перемоги над своїм ворогом — Апопом, розрубав дерево Ішед на дві частини. Єгиптяни вбачали в цій легенді метафору для відкриття воріт горизонту і сходу сонця в оновлений світ.